# 世界シリーズ
「世界シリーズ」（せかいシリーズ）は、西尾維新による日本の小説のシリーズ作品。
イラストはTAGROが担当している。講談社ノベルス（講談社）より、2003年11月から既刊4巻が刊行されている。

## シリーズ概要
きみとぼくの壊れた世界
シリーズ第1作目。『メフィスト』（講談社）に掲載された「もんだい編」に、書き下ろしの「たんてい編」・「かいとう編」・「えんでぃんぐ」を加えたもの。
主人公・櫃内様刻は、妹である櫃内夜月を溺愛している高校生。ある日様刻は、夜月にちょっかいをかけた彼女のクラスメイト・数沢六人に制裁を加える。しかしその翌日、彼が校舎内で死体となって発見される。様刻は保健室の住人・病院坂黒猫につき合わされ、事件の謎を追うこととなる。
不気味で素朴な囲われた世界
シリーズ第2作目。前作と世界観を同じにしているが、前作の登場人物から引き続き登場しているのは一人だけである。また、タイトル『不気味で素朴な囲われた世界』は、『「きみ」と「ぼく」の「壊れた世界」』の各単語に一文字ずつ文字を足したものになっている。
分針が止まった時計塔が聳え立つ私立上総園（かずさえん）学園。「奇人三人衆」や「一人奇人」といった歪んだ生徒を抱えるこの学園で、新たなる奇人候補である主人公・串中弔士は日常を打破するための日々を送っていた。そんな中、殺人事件が起こった。病院坂迷路と串中弔士は「探偵ごっこ」と称して犯人捜しを始める…。
きみとぼくが壊した世界
シリーズ第3作目。
「読み終えると必ず死ぬ小説」の調査の依頼を受けた病院坂黒猫は、ただ一人の友人・櫃内様刻とともにロンドンへ向かった。そこで2人は、次々に起こる奇妙な殺人事件に巻き込まれていく。
不気味で素朴な囲われたきみとぼくの壊れた世界
シリーズ第4作目。タイトルはシリーズ1作目と2作目を足し合わせたものになっている。
『不気味で素朴な囲われた世界』での事件から14年。倫理教師となっていた串中弔士が勤める名門私立女子校・千載女学園で連続殺人事件が発生する。新たなる病院坂一族の人物を巻き込み、探偵ごっこは再開する。
ぼくの世界
シリーズ第5作目。『メフィスト』（講談社）にて連載中。

## 登場人物

### 主な登場人物
櫃内 様刻（ひつうち さまとき）
シリーズ1作目と3作目の主人公、語り部。シスコン気味で、妹・夜月を溺愛している。あだ名は「破片拾い（ピースメイカー）」。
病院坂 黒猫（びょういんざか くろねこ）
人間恐怖症のため保健室通いをしている天才少女。一人称は「僕」。様刻を気に入っている。チビで巨乳（86cmのEカップ）。体力は無い。忙しく働いて保健室を留守にする校医に代わり、保健室を訪れる生徒の怪我の手当てなどをしている。情報通。
〈物語〉シリーズとのコラボレーション小説『混物語』にも登場する。怪異などオカルト的な事柄についても熟知しており、様刻に関するある事件を穏便に解決するために、キスショットの元眷属である阿良々木暦の元を訪ねる。
串中 弔士（くしなか ちょうし）
シリーズ2作目の主人公、語り部。私立上総園学園中等部1年。13歳の男子。名前を縦に書くと、上から下まで一本の線が通る。串中小串（後述）の弟。帰宅部。日常ではなく、非日常・異常を求める。誰に対しても常に敬語でしゃべる。将棋初心者。「探偵ごっこ」の助手役。来期奇人候補。将棋の駒で自らを「王将」と例える。
シリーズ4作目では千載女学園に倫理教師として勤めており、スクールカウンセラーのような仕事も兼任している。そのため生徒相談室にいることが多い。
病院坂 迷路（びょういんざか めいろ）
上総園学園中等部2年。一人しかいない吹奏楽部員。病院坂黒猫の従姉妹。男装の女子で、男子学生服の学ラン（長ラン）をいつも着ている。優れた洞察力を誇り、「一人奇人」、「静かなる人払い令」の異名を持つ。串中弔士が数少ない友人の一人。無口で作中では全く喋らないが、通常の会話と同等のコミュニケーションが取れるほどの雄弁な表情をする。ミステリー小説を好む。「探偵ごっこ」の探偵役。将棋の駒で例えると「歩兵」。
病院坂 迷路（びょういんざか めいろ）
シリーズ4作目の主人公、語り部。シリーズ2作目の同名人物のバックアップとして登場する。但し病院坂一族の中では傍系に属する。とある大学で若くして準教授となっていたが、事情により千載女学園に臨時の英語教師として勤めることとなり、事件に巻き込まれる。

### その他の登場人物
きみとぼくの壊れた世界
櫃内 夜月（ひつうち よるつき）
様刻の妹で、様刻を愛している。優等生。趣味は読書・本棚の本の並べ替え。
琴原 りりす（ことはら りりす）
様刻の友人で、箱彦の幼馴染。様刻のことが好き。あだ名は「肉の名前」。肩甲骨に自信あり。
迎槻 箱彦（むかえづき はこひこ）
様刻の友人。剣道部部長。「迎え突きの箱彦」の異名を持つ。腹筋が六つに割れている。
数沢 六人（かずさわ ろくにん）
夜月のクラスメイトで、夜月が気になっている。剣道部員。

不気味で素朴な囲われた世界
串中 小串（くしなか こぐし）
上総園学園中等部3年。15歳の女子。串中弔士の姉。「奇人三人衆」の一人にしてトップ。天然の支配者。「UFO研究会」の会長。
勉学における暗記力は良いが、日常での記憶力が崩壊している。天然。読書家で、本に影響を受けたしゃべり方をよくする。将棋の駒で例えると「桂馬」。
童野 黒理（どうの くろり）
上総園学園中等部3年。15歳の女子。崖村牢弥の幼馴染。「奇人三人衆」の一人。UFO研三人の会員のうち一人。
常に嘘しか言わない。虚言癖ではなく、単にそういう喋り方をしているだけ。串中弔士から「ろり先輩」と呼ばれることを嫌がっている。将棋の駒で例えると「銀将」。
4作目では、名前は出ていないが、串中弔士の妻として登場する。弔士との間に黒士という息子を持つ。
崖村 牢弥（がけむら ろうや）
上総園学園中等部3年。15歳の男子。童野黒理の幼馴染。「奇人三人衆」の一人。UFO研三人の会員のうち一人。元・「一人生徒会」。
実家が金持ち。本当か嘘かわからない噂が多々流されている。暴力的な人間だが身内には結構優しい。UFO研に置かれている備品は彼が自費で揃えたもの。中には非合法な物もあるらしい。将棋の駒で例えると「金将」。
伽島 不夜子（とぎしま ふやこ）
上総園学園中等部1年。12歳の女子。串中弔士の同級生。現役生徒会役員。
通称「ふや子さん」。ポニーテールの髪型が特徴。活発的で、身長が高い。人の嘘を見抜くという特技を持つが、万能ではない。将棋の駒で例えると「香車」。

きみとぼくが壊した世界
笛吹（うすい）
病院坂黒猫の親戚。2人に依頼をしてきた人物。
ガードル・ライアス
笛吹の友人。推理作家で、「読み終えると必ず死ぬ小説」を書いた。

不気味で素朴な囲われたきみとぼくの壊れた世界
木々 花美（きぎ はなみ）
千載女学園の国語教師。2年生担当。小柄な体格。
曾根崎 領地（そねざき りょうち）
千載女学園に勤める年配の英語教師。1年生担当。階段から転落して入院し、それに伴って病院坂迷路が臨時教師として千載女学園に赴任することになる。
通上 黄桃（つうがみ きもも）
千載女学園の家庭科教師。バスケットボール部顧問を勤めており、大柄な体格。
日我部 昇生（ひがべ しょうき）
千載女学園の教師。1年生担当。串中弔士とは同期で女学園に就任した。結構なプレイボーイで、生徒との不純異性交遊のうわさも流れている。
伽島 有郷（とぎしま あるさと）
県警捜査課に所属する辣腕刑事。坊主頭に無精髭という出で立ち。『不気味で素朴な囲われた世界』に登場した伽島不夜子の叔父で、彼女の持つ「どんな嘘でも見抜く能力」は彼が伝授したものである。
陣野 経蔵（じんの きょうぞう）
私立千載女学園の体育教師。年齢は四十強。
鮫畑 錨（さめはた いかり）
私立千載女学園の英語教師。

## 既刊一覧
| 巻数 | タイトル                                     | 形式         | 初版発行日付  | ISBN                   |
| ---- | -------------------------------------------- | ------------ | ------------- | ---------------------- |
| 1    | きみとぼくの壊れた世界                       | ノベルス     | 2003年11月5日 | ISBN 4-06-182342-6     |
| 1    | きみとぼくの壊れた世界                       | ハードカバー | 2007年10月9日 | ISBN 978-4-06-214331-8 |
| 2    | 不気味で素朴な囲われた世界                   | ノベルス     | 2007年10月9日 | ISBN 978-4-06-182557-4 |
| 2    | 不気味で素朴な囲われた世界                   | ハードカバー | 2007年10月9日 | ISBN 978-4-06-214332-5 |
| 3    | きみとぼくが壊した世界                       | ノベルス     | 2008年7月7日  | ISBN 978-4-06-182600-7 |
| 4    | 不気味で素朴な囲われたきみとぼくの壊れた世界 | ノベルス     | 2008年12月4日 | ISBN 978-4-06-182626-7 |